# How Clumsy you are, Miss Ueno
How Clumsy you are, Miss Ueno (上野さんは不器用, Ueno-san wa Bukiyō, litt. « Comme vous êtes maladroite, Miss Ueno ») est une série de manga écrite et dessinée par Tugeneko. Elle est publiée dans le magazine de prépublication de manga seinen Young Animal de Hakusensha de février 2015 à mars 2022.
Une adaptation en série télévisée d'animation de douze épisode par le studio Lesprit est diffusée au Japon entre janvier et mars 2019.

## Personnages
Ueno (上野)
Voix japonaise : Yū Serizawa
Tanaka (田中)
Voix japonaise : Aimi Tanaka
Yamashita (山下)
Voix japonaise : Akari Kageyama
Mizuna Tanaka (田中みずな, Tanaka Mizuna)
Voix japonaise : Nichika Ōmori
Yomogi Tanaka (田中よもぎ, Tanaka Yomogi)
Voix japonaise : Miku Itō
Tamon (タモン)
Voix japonaise : Shiori Izawa
Kitanaga (北長)
Voix japonaise : Haruka Tomatsu
Nishihara (西原)
Voix japonaise : Rina Satō
Minamine (南峰)
Voix japonaise : Ayana Taketatsu
Unogawa (東川)
Voix japonaise : Yuka Iguchi

## Média

### Manga
La série est écrite et illustrée par Tugeneko. Elle est publiée en série dans le magazine de manga seinen Young Animal de Hakusensha du 27 février 2015 au 24 mars 2022.
Les chapitres sont rassemblés en dix volume tankōbon qui sont publiés du 29 septembre 2016  au 27 mai 2022. 

#### Liste des volumes
| no | Japon             | Japon             |
| no | Date de sortie    | ISBN              |
| -- | ----------------- | ----------------- |
| 1  | 29 septembre 2016 | 978-4-592-14698-8 |
| 2  | 28 avril 2017     | 978-4-592-14699-5 |
| 3  | 27 octobre 2017   | 978-4-592-14818-0 |
| 4  | 29 mai 2018       | 978-4-592-14819-7 |
| 5  | 26 décembre 2018  | 978-4-592-14820-3 |
| 6  | 29 mars 2019      | 978-4-592-14820-3 |
| 7  | 27 mars 2020      | 978-4-592-16051-9 |
| 8  | 29 juillet 2020   | 978-4-592-16052-6 |
| 9  | 27 mai 2022       | 978-4-592-16053-3 |
| 10 | 27 mai 2022       | 978-4-592-16054-0 |

### Anime
Une adaptation en série télévisée animée est annoncée le 27 juin 2023.
Elle sera produite par Lesprit (en), réalisée et écrite par Tomohiro Yamanashi; les character designers sont fournis par Ayano Ōwada avec Nobuyuki Abe en directeur sonore. Yasuhiro Misawa a composé la musique de la série chez Nippon Columbia, en coopération avec Gathering.
Elle est diffusée du 6 janvier au 24 mars 2019 sur les chaînes BS11, Tokyo MX et J:COM TV,. 
Miku Itō interprète l'opening de la série intitulé "Hirameki Heartbeat" (閃きハートビート),  tandis que Yū Serizawa, Aimi Tanaka et Akari Kageyama interprètent son ending intitulé "My Pace Science" (マイペース・サイエンス).
La série est licenciée par Sentai Filmworks en Amérique du Nord, en Australasie et dans les îles britanniques et est diffusée simultanément sur Hidive. Elle est également licenciée par Crunchyroll en diffusion simultané à partir de février 2019,.
Un doublage anglais est sorti le 6 juillet 2019.

#### Liste des épisodes
| No | Titre français                     | Titre japonais                     | Titre japonais                        | Date de 1re diffusion |
| No | Titre français                     | Kanji                              | Rōmaji                                | Date de 1re diffusion |
| -- | ---------------------------------- | ---------------------------------- | ------------------------------------- | --------------------- |
| 1  | Fifiltre / Ourstander 2            | ロッカくん / クマタンダー2号       | Rokka-Kun / Kumatandā 2-gō            | 6 janvier 2019        |
| 2  | Déo / Tenue protectrice 176        | ダッシュたん / 一七六防護服        | Dasshu-tan / Ichi nana roku bōgo fuku | 13 janvier 2019       |
| 3  | Le Kilt hide / L'Aqualactic        | キルトハイド / ガラクたん          | Kiruto haido / Garaku-tan             | 20 janvier 2019       |
| 4  | Ueno 13 / L'Invocarina             | ウエノ13号 / サモンスタット        | Ueno ichi san-gō / Samonsutatto       | 27 janvier 2019       |
| 5  | La Playspectron / Le Réservoir EPS | ピースペクター / PEリザーバー      | Pīsupekutā / PE rizābā                | 3 février 2019        |
| 6  | Parapluie A2 / EQ Booster          | II傘 / E-Qブースター               | II Kasa / E-Q Būsutā                  | 10 février 2019       |
| 7  | Pana culotta / Le Tiraporteur      | パンティロッティ / ガチャポーター  | Pantirotti / Gacha pōtā               | 17 février 2019       |
| 8  | Somnatofen D / La Susucrette       | コイツネートルナD錠 / ペロリリオン | Koitsunētoruna D jō / Peroririon      | 24 février 2019       |
| 9  | Le Jigoshort / Maillot EQ          | ジゴスパッツ / SQ水                | Jigo supattsu / SQ-mizu               | 3 mars 2019           |
| 10 | Le Détectripoteur / Le Réparogant  | カンチカン / レパラー手            | Kanchikan / Reparā te                 | 10 mars 2019          |
| 11 | L'Invisimeuble / La Réajupe-short  | インビジブルマ / リアスコート      | Inbijiburuma / Riasu kōto             | 17 mars 2019          |
| 12 | Le Dronoculaire / La Gustabarette  | 眼キュー / バレッタン              | Gan kyū / Barettan                    | 24 mars 2019          |

## Accueil
Gadget Tsūshin a répertorié dans leur liste de mots à la mode pour l'anime 2019 la phrase « You tried to touch my titties! » (prononcée lors du troisième épisode).

### Annotations
1. ↑  Les titres français de l'adaptation en anime proviennent de Crunchyroll.